# 6848 Casely-Hayford
6848 Casely-Hayford è un asteroide della fascia principale. Scoperto nel 1978, presenta un'orbita caratterizzata da un semiasse maggiore pari a 3,1189417 au e da un'eccentricità di 0,1266641, inclinata di 0,51846° rispetto all'eclittica.